# 東京科学大学総合研究院難治疾患研究所
東京科学大学 総合研究院 難治疾患研究所（とうきょうかがくだいがく そうごうけんきゅういん なんちしっかんけんきゅうじょ）は東京科学大学の附置研究所。病態が明らかにされていないために有効な診断・治療・予防法が確立されていない病気を、基礎医学・生物学の立場から理解し、克服のための研究を推進することを目的としている。1973年に設立され、時代の要請に応じて幅広い難治疾患に対応できるように、改組・改称が行われ、2018年現在は3部門、22分野、8施設を擁している。
2016年度から九州大学生体防御医学研究所、熊本大学発生医学研究所、徳島大学先端酵素学研究所と「トランスオミクス医学研究拠点ネットワーク」を形成している。
2010年度より共同利用・共同研究拠点に指定されている。

## 概要
1973年9月、東京医科歯科大学医学部附属の7研究施設（農村厚生医学、難聴、総合法医学、硬組織生理、遺伝病、心臓血管、内分泌）を再編し、「難治疾患の学理と応用」を目的とする附置研究所として設立された。“難治疾患”を標榜する国内唯一の研究所である。
時代の要請に応じて幅広い難治疾患に対応できるようにするため、発展・改組・改称を重ね、先端的難治疾患克服研究を学際的、学術横断的に展開するために、2004年より先端分子研究部門、難治病態部門、ゲノム応用医学部門の3部門体制で研究・開発が行われている。
3つのリソース（「疾患バイオリソース」、「疾患モデル動物」、「疾患オミックス」）を保有し、8施設（ゲノム解析室、細胞プロテオーム解析室、遺伝子改変マウス実験室、幹細胞支援室、形態機能解析室、バイオリソース支援室、構造情報解析室、生命情報室）を有している。難治疾患は希少である例もあり、これらは共同利用・共同研究拠点「難治疾患共同研究拠点」として、2010年度より国内外の研究者に利用機会の提供を行い、のべ160以上の研究機関と共同研究が行われている。
2016年度、トランスオミクス研究のビッグデータを統合し、世界に先駆けて研究を推進・解決するため、九州大学生体防御医学研究所、熊本大学発生医学研究所、徳島大学先端酵素学研究所（いずれも共同利用・共同研究拠点）と「トランスオミクス医学研究拠点ネットワーク」事業を開始した。
2024年、東京科学大学の発足に伴い「東京科学大学 総合研究院 難治疾患研究所」となった。

## 組織

### 部門
- 先端分子医学研究部門
分野：分子細胞生物学、分子神経科学、生体防御学、生体情報薬理学、幹細胞制御、分子構造情報学、フロンティア研究室低酸素生物学、フロンティア研究室骨分子薬理学
- 難治病態研究部門
分野：神経病理学、病態細胞生物学、病態生理化学、発生再生生物学、幹細胞医学、免疫疾患、分子病態
- ゲノム応用医学研究部門
分野：分子細胞遺伝、分子遺伝、分子疫学、ゲノム病理学、エピジェネティクス、医科学数理、フロンティア研究室遺伝子発現制御学

### 難病基盤・応用研究プロジェクト室
- 難病IBD研究プロジェクト2
- 頭頸部・食道扁平上皮がん
- 精密医療研究拠点形成プロジェクト
- 難治低酸素性乳がん研究プロジェクト

### 施設
- ゲノム解析室
- 細胞プロテオーム解析室
- 遺伝子改変マウス実験室
- 幹細胞支援室

- 形態機能解析室
- バイオリソース支援室
- 構造情報解析室
- 生命情報室

## 教育
東京科学大学大学院医歯学総合研究科として、大学院生を受け入れている。
博士課程では、医歯理工学専攻に加えて生命理工学系専攻もある。
また、研究生の受け入れ、同大学の学部教育も実施している。